# Musée national du costume (Portugal)
Pour les articles homonymes, voir Musée national du costume.
Le musée national du costume (en portugais : Museu Nacional do Traje e da Moda) est un musée situé dans le palais de Monteiro-Mor, à Lisbonne, au Portugal. Il possède une collection de 33 000 pièces, qui comprend principalement des costumes masculins et féminins des XVIIIe et XIXe siècles.

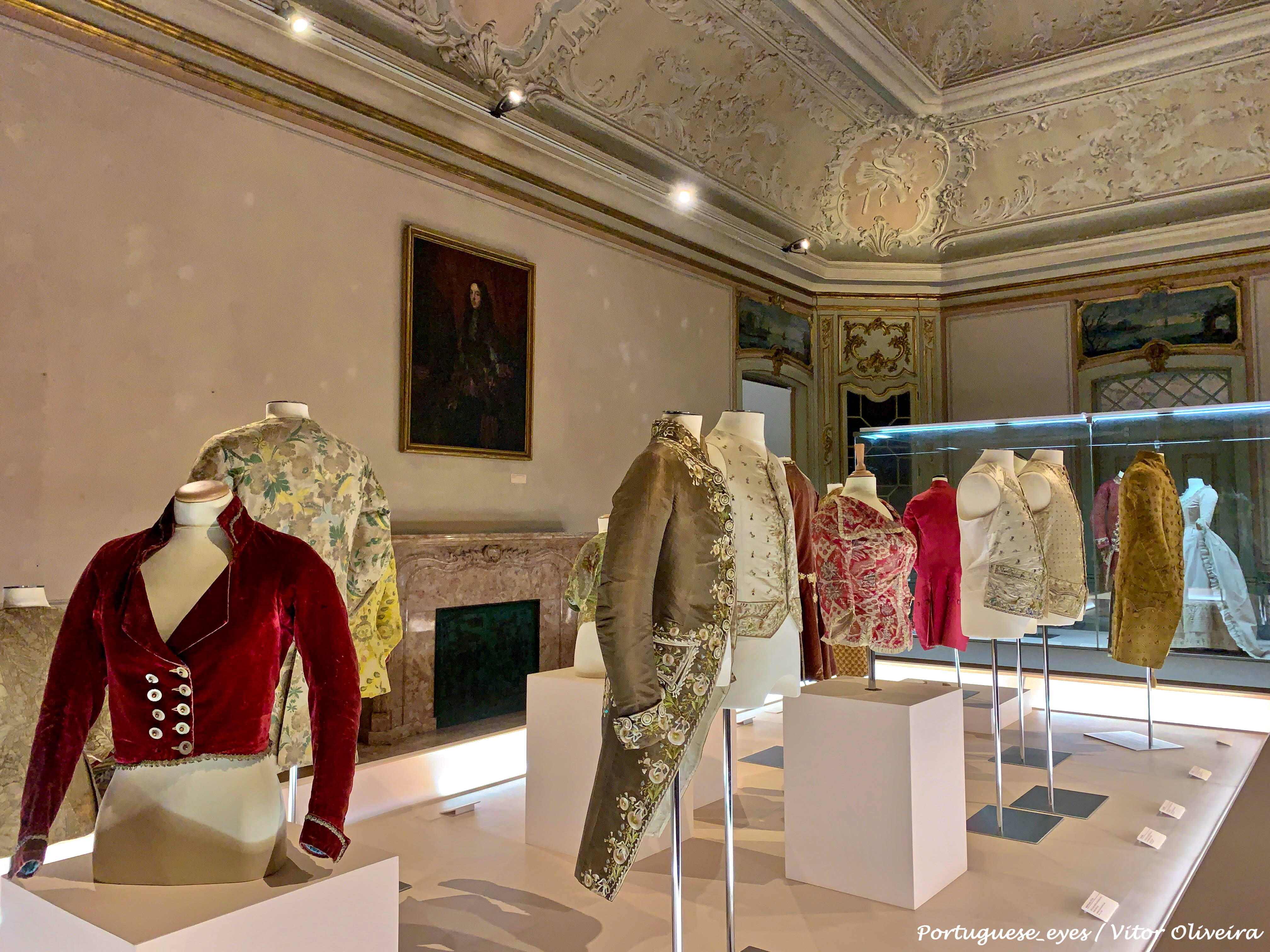
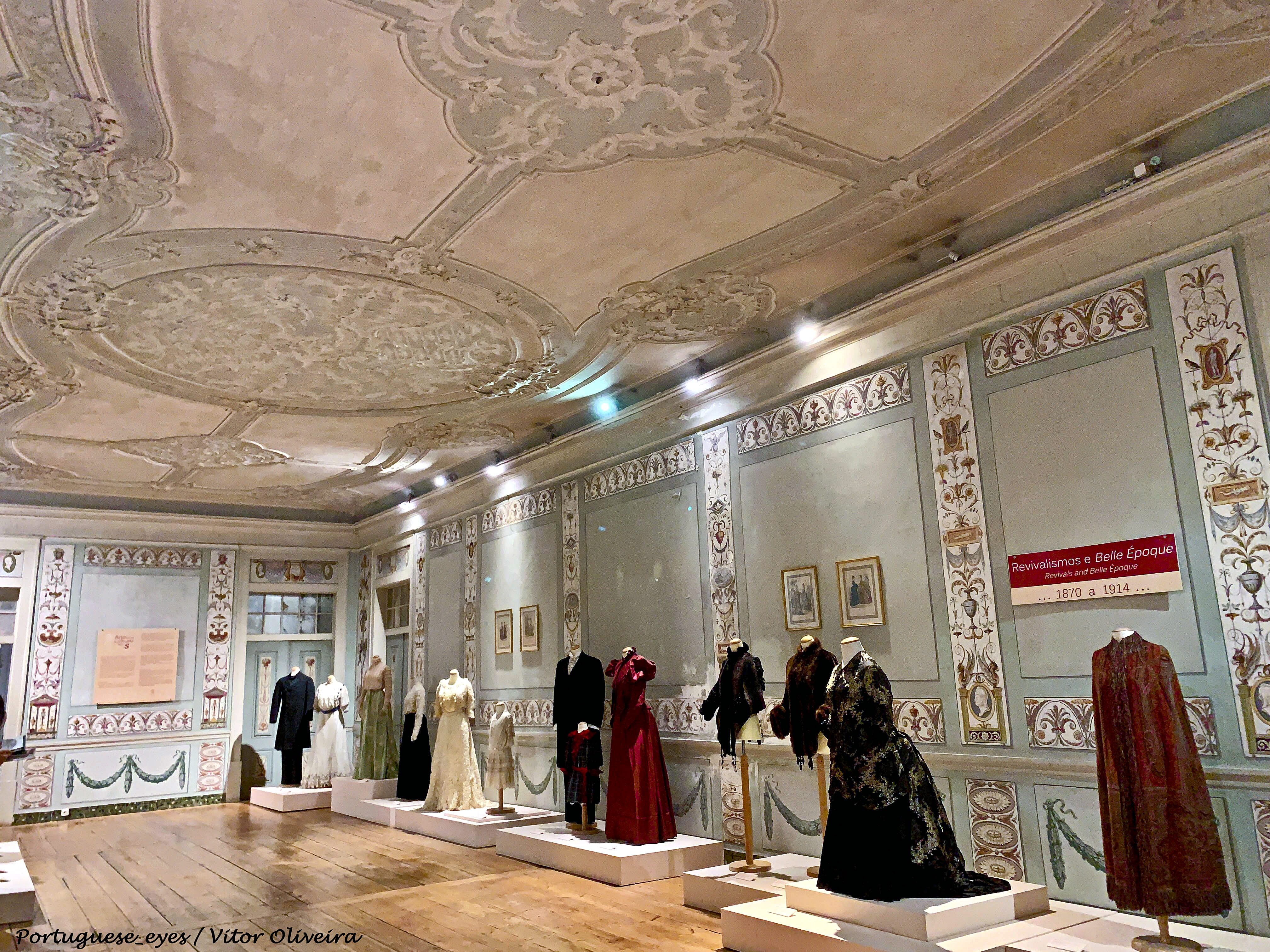
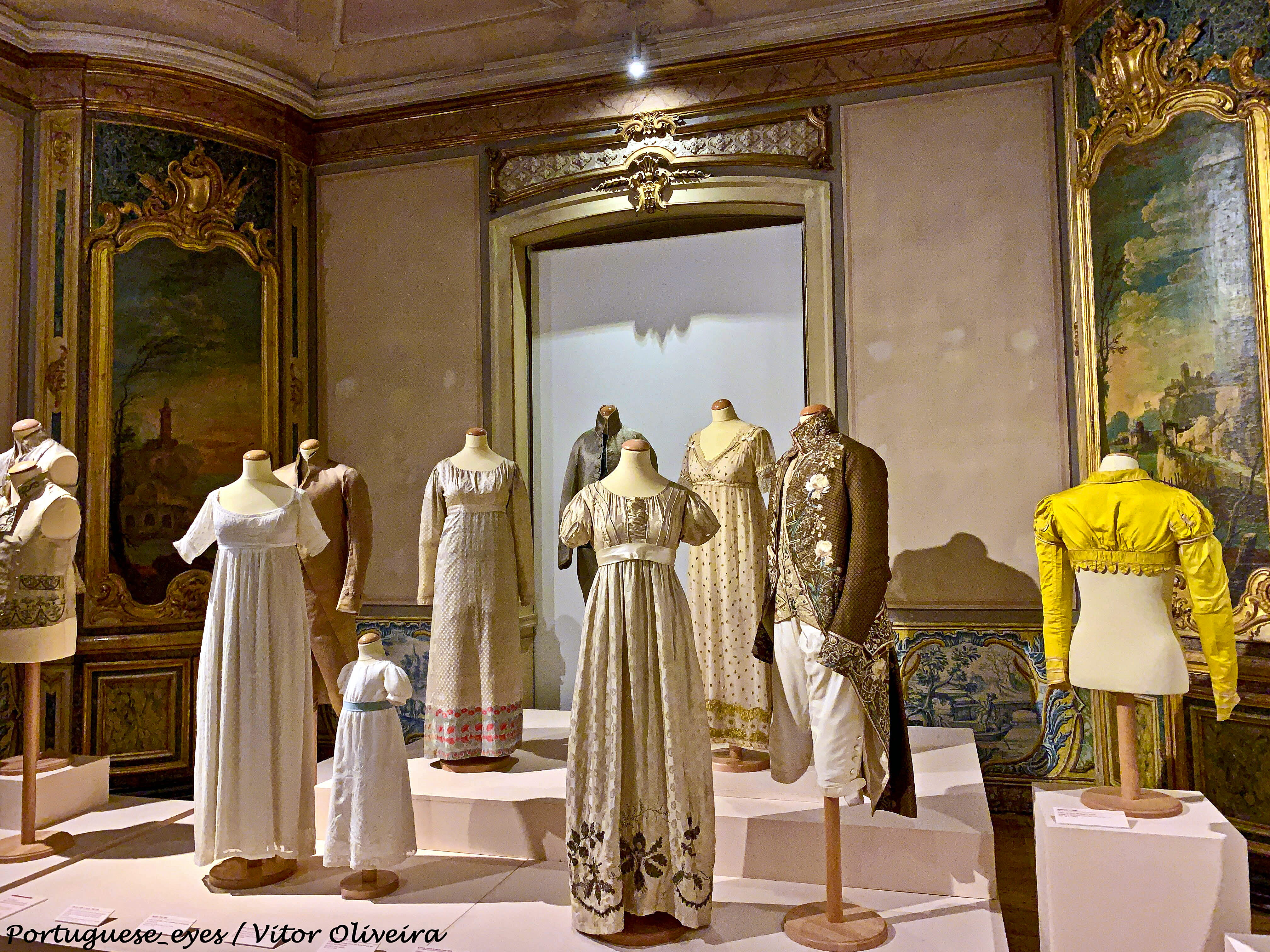